# Reinhardshagen
Reinhardshagen is een gemeente in de Duitse deelstaat Hessen, en maakt deel uit van het district Kassel. Het ligt aan de Wezer, en aan de, langs de rivieroever lopende, Bundesstraße 80.
Reinhardshagen telt 4.357 inwoners.
Het dorp ontstond uit een samenvoeging van twee andere plaatsen aan de Wezer, Veckerhagen en het 2 kilometer ten zuiden daarvan gelegen Vaake. De velden tussen deze twee dorpen in worden sinds 1990 geleidelijk volgebouwd.
Reinhardshagen grenst in het oosten aan de gemeente Hann. Münden, dat aan de overkant van de Wezer in de deelstaat Nedersaksen ligt. Aan de westkant van Reinhardshagen ligt een gemeentevrij gebied, zie: Reinhardswald. 
Veckerhagen is door middel van een veer over de Wezer verbonden met Hemeln, gemeente Hann. Münden. Die stad is vanuit de gemeente Reinhardshagen ook per streekbus bereikbaar.

## Geschiedenis

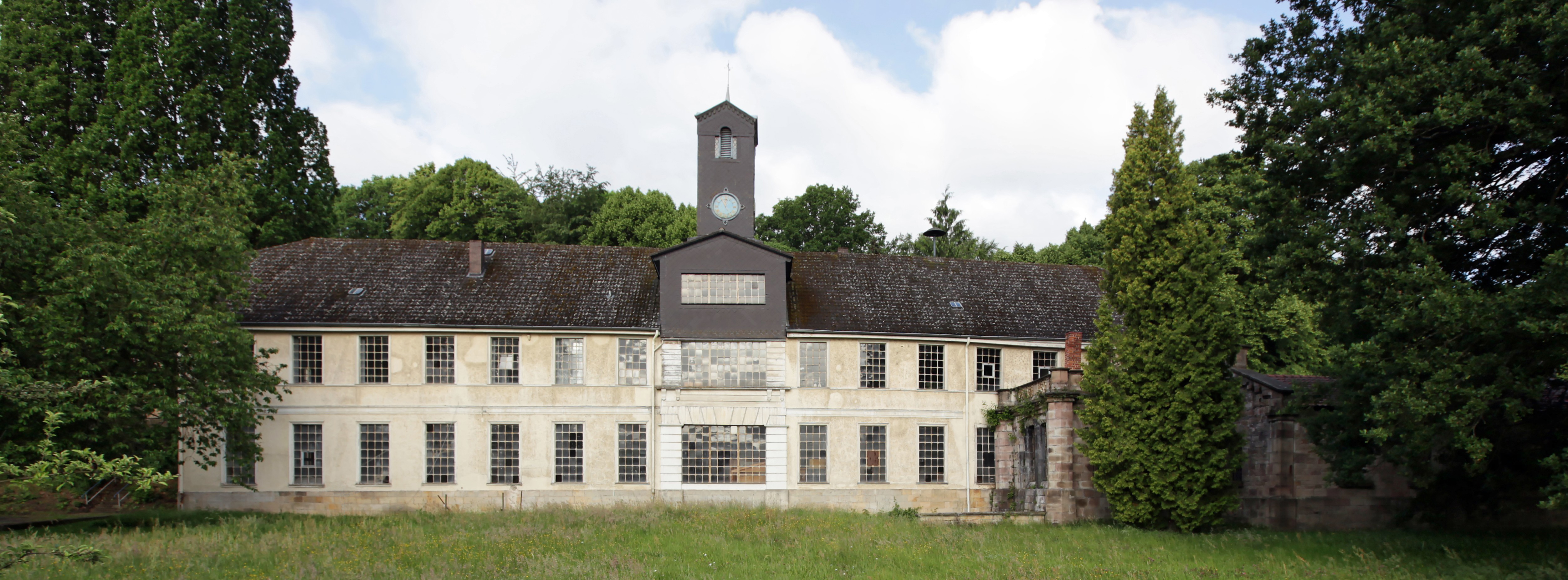
De Eisenhütte Veckerhagen
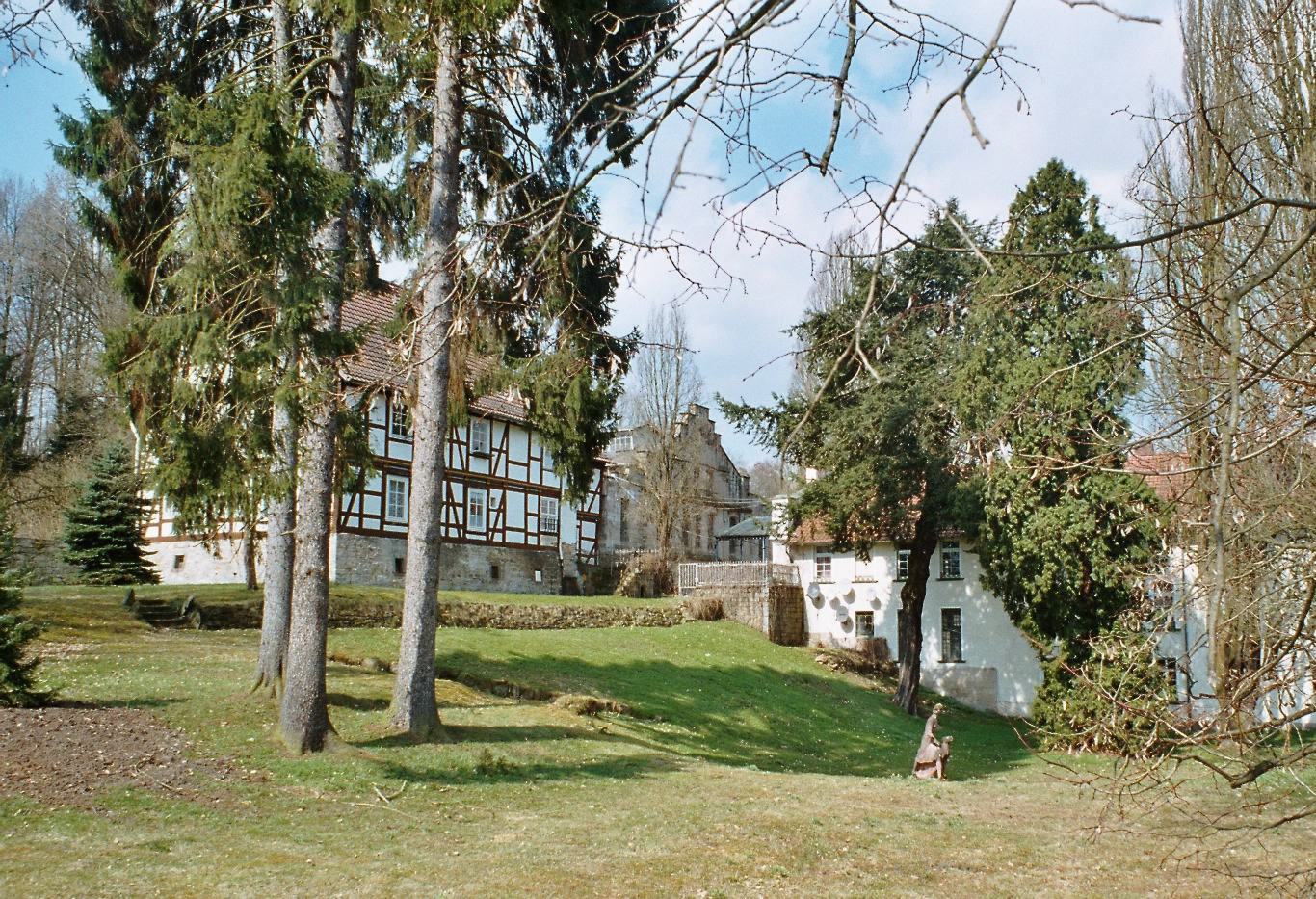
Park, rosarium, herenhuis van de Eisenhütte Veckerhagen
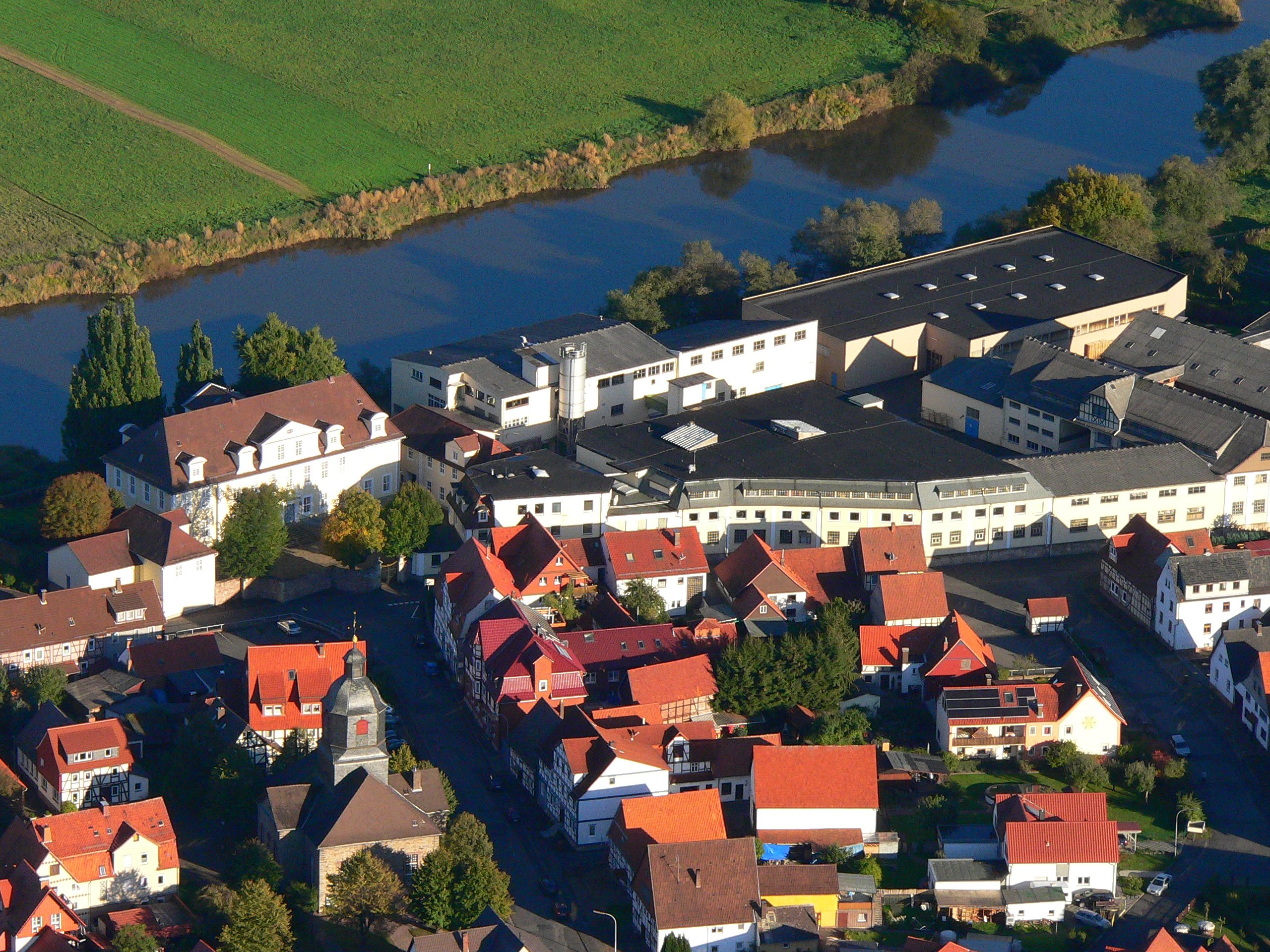
Jachtslot (links) en verffabriek (rechts) in Veckerhagen (2011)

Van 1666 tot 1903 was op het landgoed, dat nu nog Eisenhütte Veckerhagen  wordt genoemd, een ijzer verwerkend, industrieel bedrijf, met hoogoven, gevestigd. In 1709 voerde de Franse uitvinder Denis Papin hier experimenten op het gebied van aandrijving met behulp van stoom uit. Op dezelfde locatie voerde in 1838 de beroemde scheikundige Robert Bunsen belangrijke proeven uit met hoogovengas.
In 1823 liet een industrieel ondernemer bovenop de ruïne van een oud kasteel een verffabriek bouwen. Vanuit een groeve, die al zijn eigendom was, liet hij bruinkool aanvoeren. Vermengd met pigmenten leverde dat het zogenaamde Kassels bruin op. Dit product werd daarna wereldwijd geëxporteerd. Deze verffabriek bestaat nog steeds. Anno 2020 werkten er 100 mensen. De eigenaar van de fabriek bewoont het kleine voormalige jachtslot ernaast. 

## Bezienswaardigheden
In Vaake staan verscheidene schilderachtige vakwerkhuizen. De oudste daarvan dateren uit de 17e eeuw. Vaake was van origine een vissersdorp. Het buurtje aan de oever van de Wezer, rondom de 13e-eeuwse dorpskerk, ademt die sfeer nog enigszins. 
De dorpskerk van Veckerhagen is in de 17e en 18e eeuw gebouwd en ingericht in barokstijl.
De gemeente ligt in een landschappelijk aantrekkelijk gebied, het Reinhardswald, dat weer tot het Weserbergland behoort. Men kan er fraaie, lange fiets- en wandelroutes volgen.

## Afbeeldingen

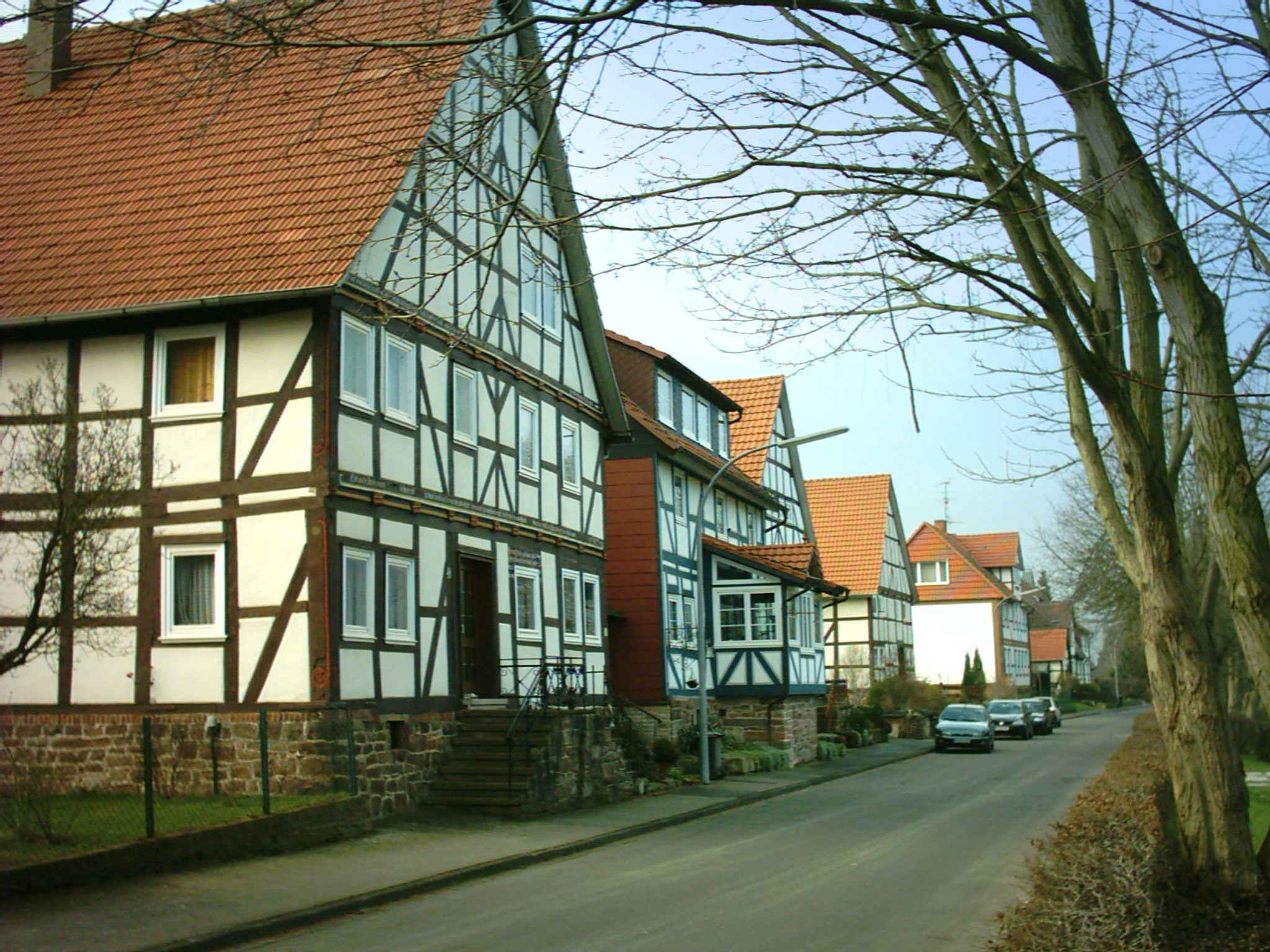
Vakwerkhuizen in Vaake
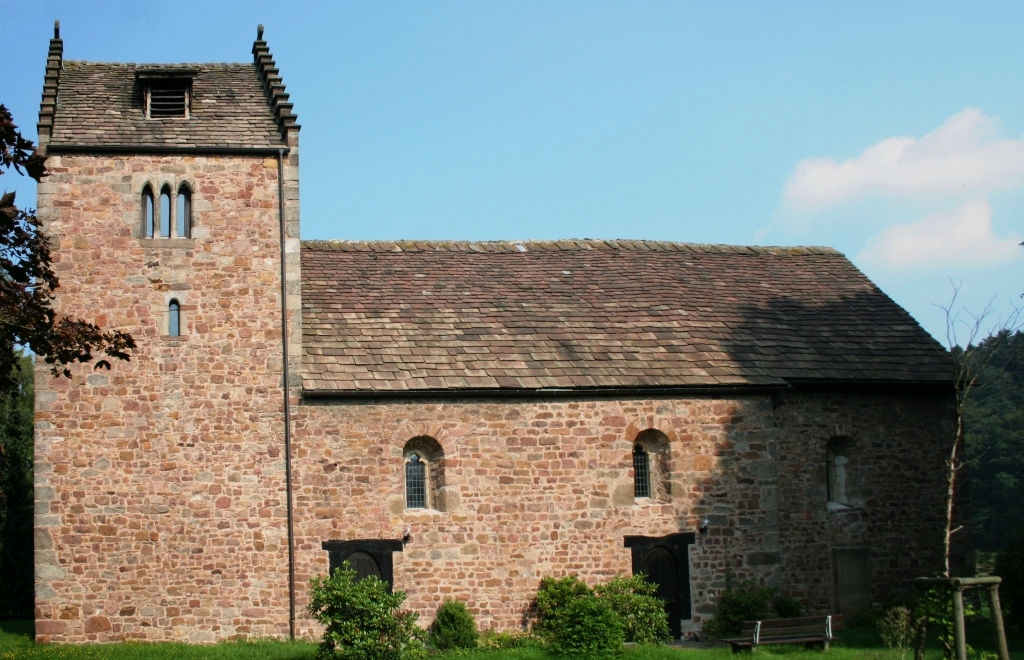
Evangelisch-lutherse kerk in Vaake
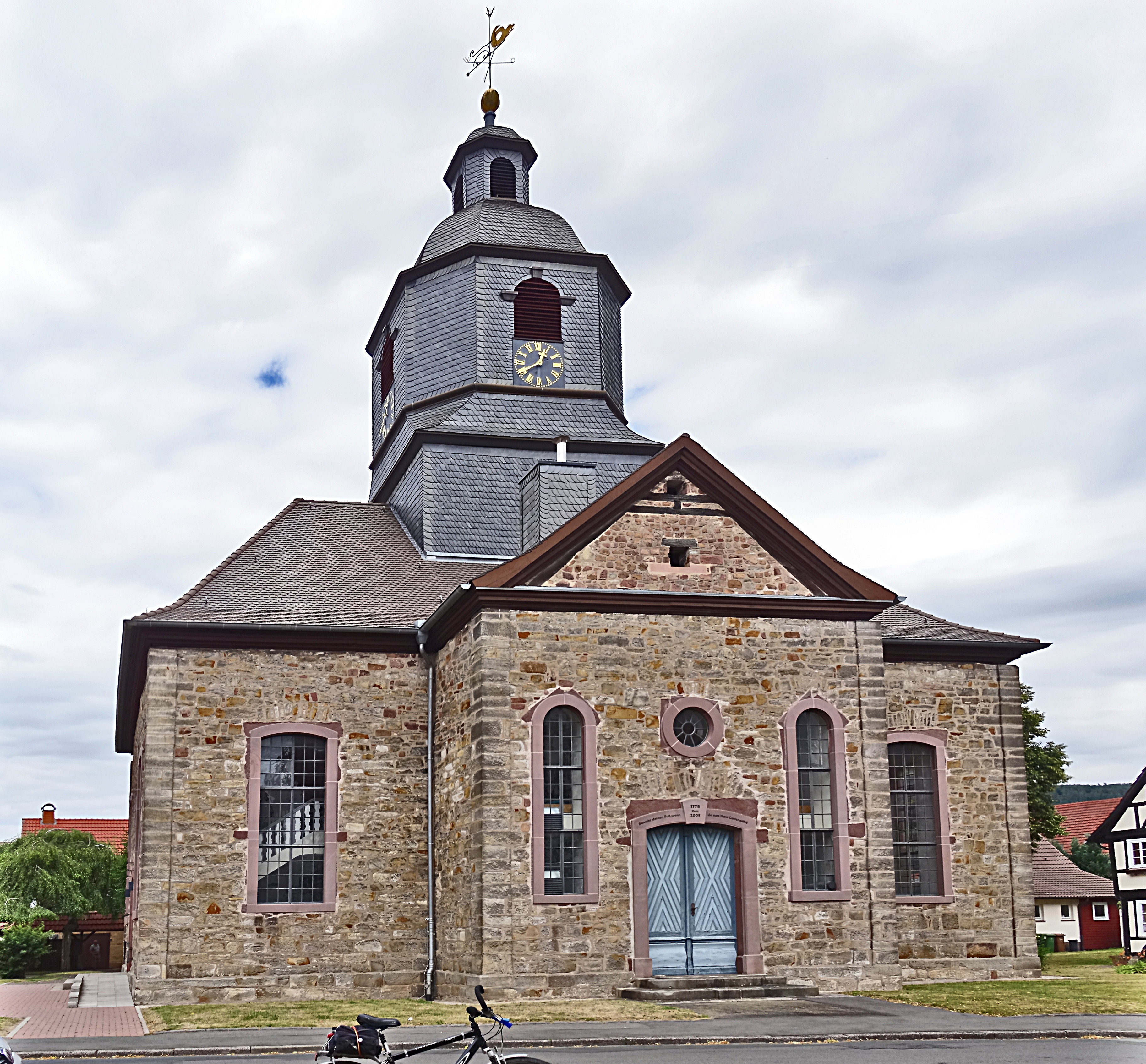
Evangelisch-lutherse kerk in Veckerhagen
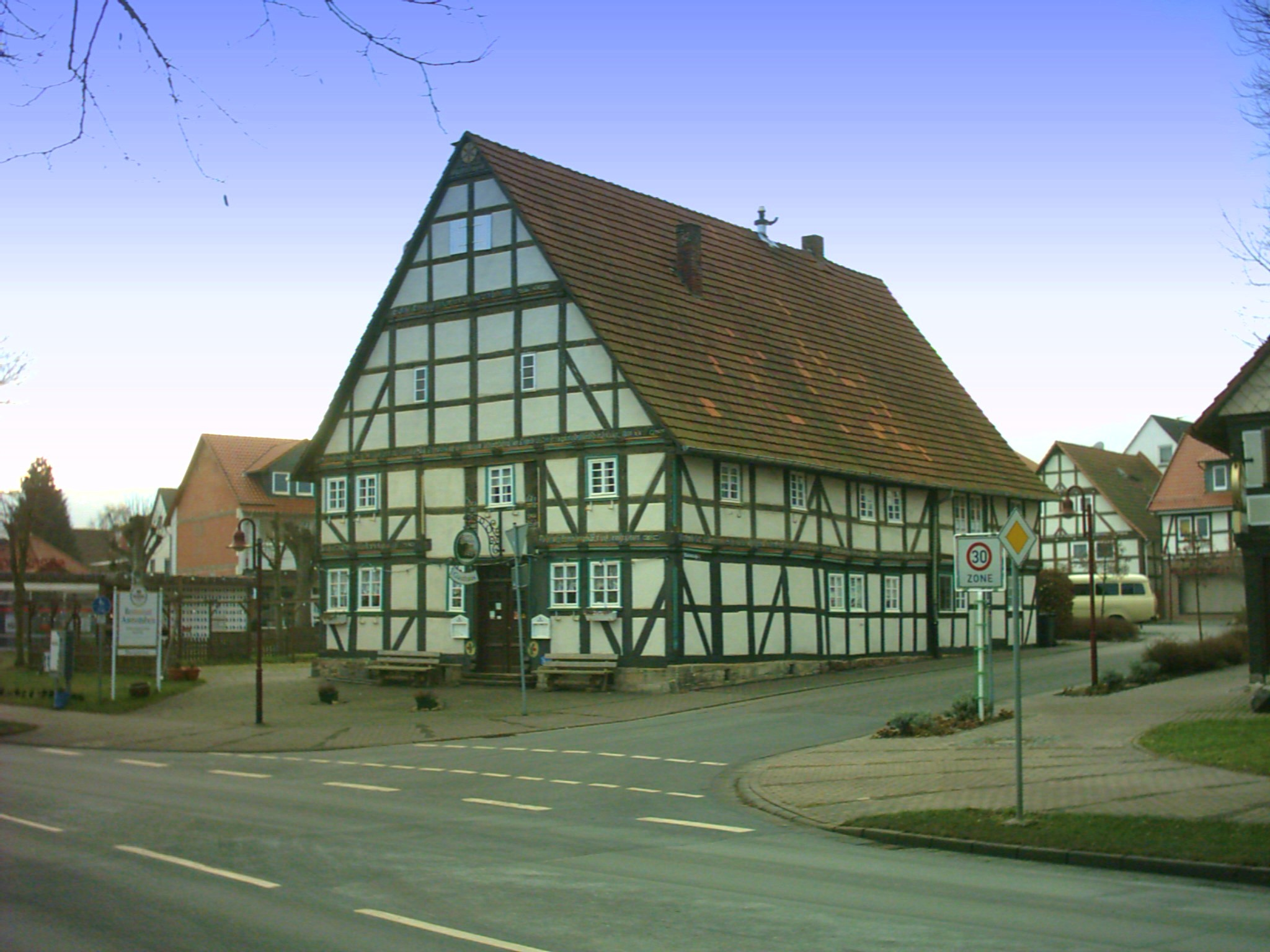
Vakwerkhuis Amtsstraße 1 (18e eeuw) in Veckerhagen
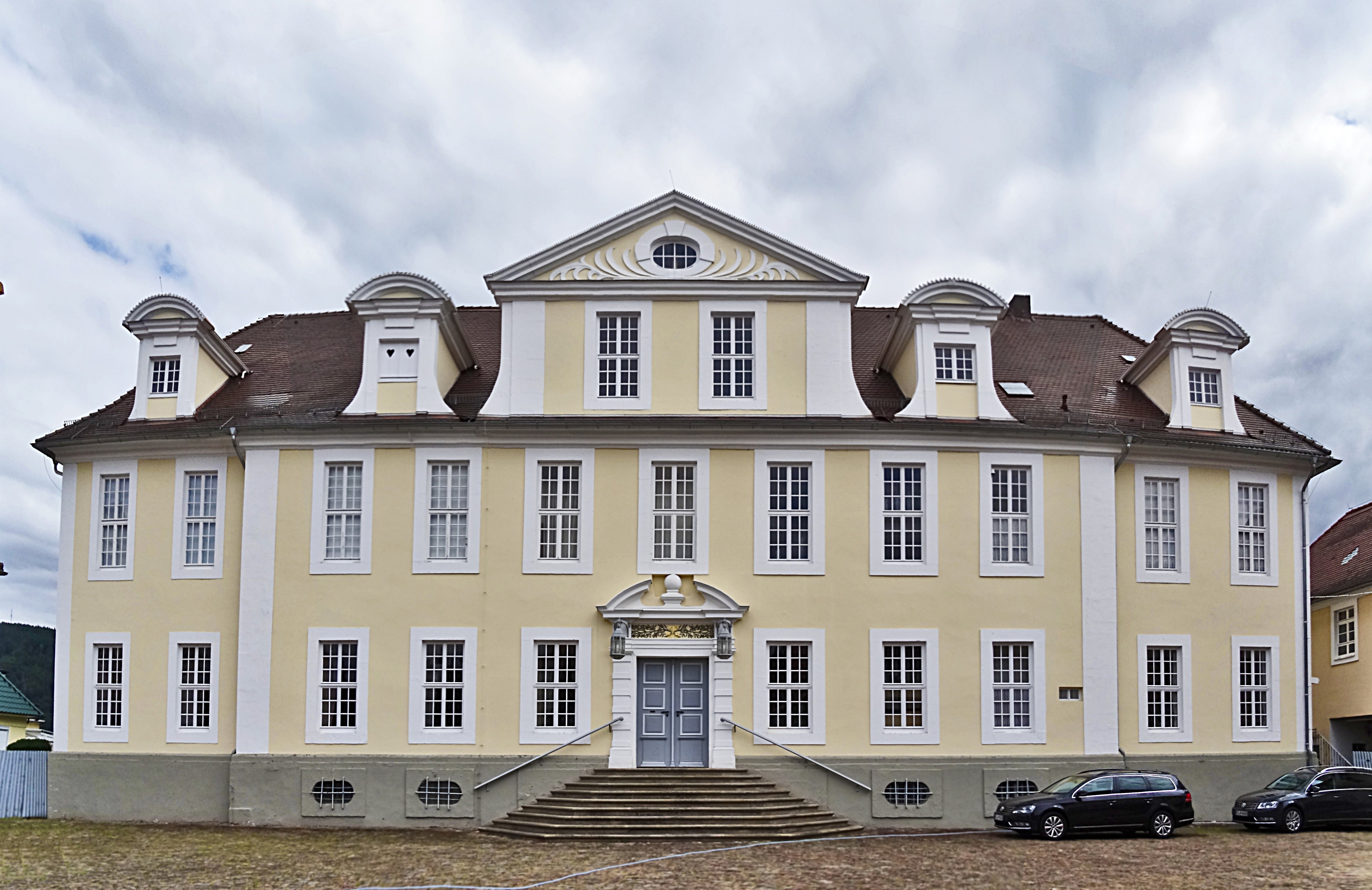
Voormalig jachtslot in Veckerhagen

Ahnatal · Bad Emstal · Bad Karlshafen · Baunatal · Breuna · Calden · Espenau · Fuldabrück · Fuldatal · Grebenstein · Habichtswald · Helsa · Hofgeismar · Immenhausen · Kaufungen · Liebenau · Lohfelden · Naumburg · Nieste ·  Niestetal ·  Reinhardshagen · Schauenburg · Söhrewald · Trendelburg · Vellmar · Wesertal · Wolfhagen · Zierenberg